# Episodi di Sposati... con figli (sesta stagione)
La sesta stagione della serie televisiva Sposati... con figli è stata trasmessa in anteprima negli Stati Uniti d'America dalla Fox tra l'8 settembre 1991 e il 17 maggio 1992.
| nº | Titolo originale                                   | Titolo italiano | Prima TV USA      | Prima TV Italia |
| -- | -------------------------------------------------- | --------------- | ----------------- | --------------- |
| 1  | She's Having a Baby (Part 1)                       |                 | 8 settembre 1991  |                 |
| 2  | She's Having a Baby (Part 2)                       |                 | 15 settembre 1991 |                 |
| 3  | If Al Had a Hammer                                 |                 | 22 settembre 1991 |                 |
| 4  | Cheese, Cues, and Blood                            |                 | 29 settembre 1991 |                 |
| 5  | Lookin' for a Desk in All the Wrong Places         |                 | 6 ottobre 1991    |                 |
| 6  | Buck Has a Belly Ache                              |                 | 13 ottobre 1991   |                 |
| 7  | If I Could See Me Now                              |                 | 27 ottobre 1991   |                 |
| 8  | God's Shoes                                        |                 | 6 novembre 1991   |                 |
| 9  | Kelly Does Hollywood (Part 1)                      |                 | 10 novembre 1991  |                 |
| 10 | Kelly Does Hollywood (Part 2)                      |                 | 17 novembre 1991  |                 |
| 11 | Al Bundy, Shoe Dick                                |                 | 24 novembre 1991  |                 |
| 12 | So This Is How Sinatra Felt                        |                 | 1º dicembre 1991  |                 |
| 13 | I Who Have Nothing                                 |                 | 22 dicembre 1991  |                 |
| 14 | The Mystery of Skull Island                        |                 | 5 gennaio 1992    |                 |
| 15 | Just Shoe It                                       |                 | 19 gennaio 1992   |                 |
| 16 | Rites of Passage                                   |                 | 9 febbraio 1992   |                 |
| 17 | The Egg and I                                      |                 | 16 febbraio 1992  |                 |
| 18 | My Dinner with Anthrax                             |                 | 23 febbraio 1992  |                 |
| 19 | Psychic Avengers                                   |                 | 1º marzo 1992     |                 |
| 20 | High I.Q.                                          |                 | 22 marzo 1992     |                 |
| 21 | Teacher Pets                                       |                 | 5 aprile 1992     |                 |
| 22 | The Goodbye Girl                                   |                 | 19 aprile 1992    |                 |
| 23 | The Gas Station Show                               |                 | 26 aprile 1992    |                 |
| 24 | England Show I                                     |                 | 3 maggio 1992     |                 |
| 25 | England Show II: Wastin' the Company's Money       |                 | 10 maggio 1992    |                 |
| 26 | England Show III: We're Spending as Fast as We Can |                 | 17 maggio 1992    |                 |